# María Angélica Berea
María Angélica Berea (Buenos Aires, 13 de abril de 1914 – El Palomar, provincia de Buenos Aires, 5 de julio de 1983) fue una ajedrecista argentina, Maestra Internacional Femenina (WIM) y campeona de Argentina en 1951.
Participó en el Campeonato Mundial Femenino de Ajedrez 1939 en Buenos Aires (15.º).
Participó de muchos torneos nacionales y sudamericanos, y ganó el campeonato femenino argentino en 1951. Eso le permitió participar del Torneo de Candidatas de Moscú de 1952 (penúltimo lugar) y le dio el título de Maestra Internacional Femenina.

Tras divorciarse de su primer matrimonio con el Sr. Montero, se casó con el ajedrecista Francisco Benkö.

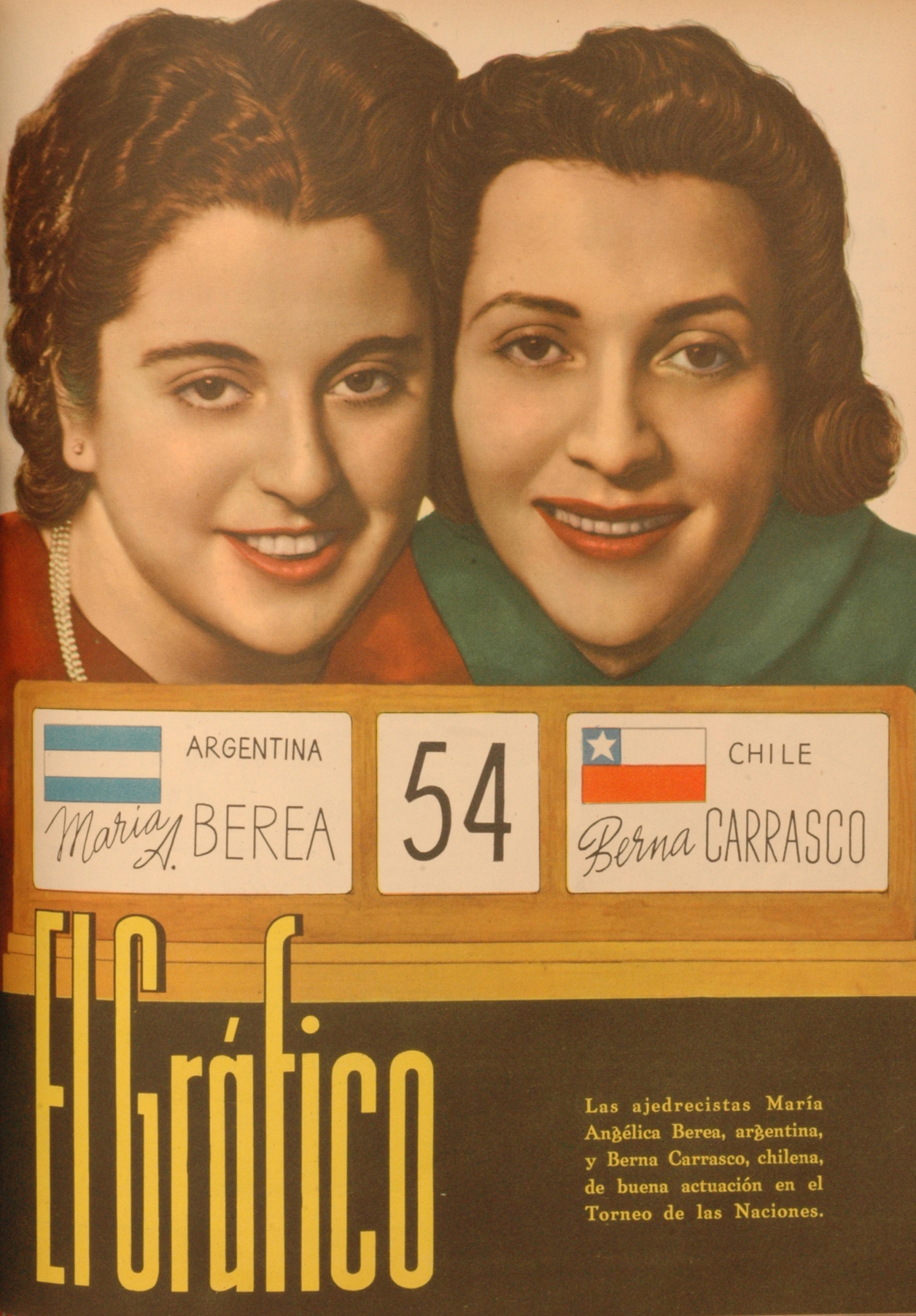
María Angélica Berea junto a Berna Carrasco en la tapa de la revista El Gráfico del 15 de septiembre de 1939. Puede leerse: Las ajedrecistas María Angélica Berea, argentina, y Berna Carrasco, chilena, de buena actuación en el Torneo de las Naciones.